# Brendan Benson
Brendan Benson (* 14. November 1970 in Detroit, Michigan) ist ein US-amerikanischer Sänger und Songschreiber. Er hat sieben Soloalben veröffentlicht und ist Mitglied der Band The Raconteurs.

## Karriere
Sein Debüt One Mississippi wurde 1996 bei Virgin Records veröffentlicht. Bis zum Nachfolger Lapalco sollte es sechs Jahre dauern. 2003 veröffentlichte er die EP Metarie mit seiner Band, The Wellfed Boys. 2005 kam schließlich sein drittes, The Alternative to Love betiteltes Album heraus. Benson ist außerdem Mitglied der Band The Raconteurs, einer Kollaboration mit Jack White sowie Jack Lawrence und Patrick Keeler, zwei Mitgliedern der Greenhornes. Neben seiner Tätigkeit als Musiker arbeitete er als Produzent für The Greenhornes, The Nice Device, The Mood Elevator und The Waxwings.
Im Moment lebt Benson in Nashville, Tennessee.

## Diskografie

### Alben
- One Mississippi (1996)
- Lapalco (2002)
- The Alternative to Love (2005)
- My Old, Familiar Friend (2009)
- What Kind of World (2012)
- You Were Right (2013)
- Dear Life (2020)
- Low Key (2022)

### EPs
- Folk Singer (2002)
- Metarie (2003)

### Singles
- Tiny Spark (8. Juli 2002)
- Good to Me (28. Oktober 2002)
- Metarie (14. April 2003)
- Spit It Out (28. März 2005)
- Cold Hands (Warm Heart) (4. July 2005)
- What I'm Looking For (7. November 2005)